# 美国海军俱乐部 (天津)
美国海军俱乐部坐落于天津英租界的主要街道维多利亚道（今解放北路113号），作为天津租界时代留存下来的重要建筑之一，该建筑目前是重点保护等级历史风貌建筑和天津市文物保护单位。

## 建筑
美国海军俱乐部兴建于1924年，由英国人纳尼斯出资和其朋友罗士博经营。当时设有酒吧、咖啡厅、餐厅、球房、赌场和弹簧地板舞厅，是美国驻军的娱乐场所。该建筑面积2460平方米，为二层砖木结构半弧形楼房。一层设有拱券式门窗。二层廊式阳台由古罗马圆柱支撑，以牛腿花饰护栏点缀。外立面为灰色水泥墙面，门窗顶部用各种花饰、浮雕装饰。是一座具有英国古典主义风格的建筑。